# Drassodes kwantungensis
Drassodes kwantungensis är en spindelart som beskrevs av Saito 1937. Drassodes kwantungensis ingår i släktet Drassodes och familjen plattbuksspindlar. Inga underarter finns listade i Catalogue of Life.